# Montana Wing Civil Air Patrol
A Montana Wing Civil Air Patrol (MTWG) é uma das 52 "alas" (50 estados, Porto Rico e Washington, D.C.) da "Civil Air Patrol" (a força auxiliar oficial da Força Aérea dos Estados Unidos) no Estado do Montana. A sede da Montana Wing está localizada na Malmstrom Air Force Base em Great Falls, Condado de Cascade. A Montana Wing consiste em mais de 300 cadetes e membros adultos distribuídos em 9 locais espalhados por todo o Estado.
A ala de Montana é membro da Região de Rocky Mountain da CAP juntamente com as alas dos seguintes Estados: Idaho, Colorado, Utah e Wyoming.

## Missão
A Civil Air Patrol tem três missões: fornecer serviços de emergência; oferecer programas de cadetes para jovens; e fornecer educação aeroespacial para membros da CAP e para o público em geral.

## Serviços de emergência
A CAP fornece ativamente serviços de emergência, incluindo operações de busca e salvamento e gestão de emergência, bem como auxilia na prestação de ajuda humanitária.
A CAP também fornece apoio à Força Aérea por meio da realização de transporte leve, suporte de comunicações e levantamentos de rotas de baixa altitude. A Civil Air Patrol também pode oferecer apoio a missões de combate às drogas.

## Programas de cadetes
A CAP oferece programas de cadetes para jovens de 12 a 21 anos, que incluem educação aeroespacial, treinamento de liderança, preparo físico e liderança moral para cadetes.

## Educação Aeroespacial
A CAP oferece educação aeroespacial para membros do CAP e para o público em geral. Cumprir o componente de educação da missão geral da CAP inclui treinar seus membros, oferecer workshops para jovens em todo o país por meio de escolas e fornecer educação por meio de eventos públicos de aviação.

## Organização

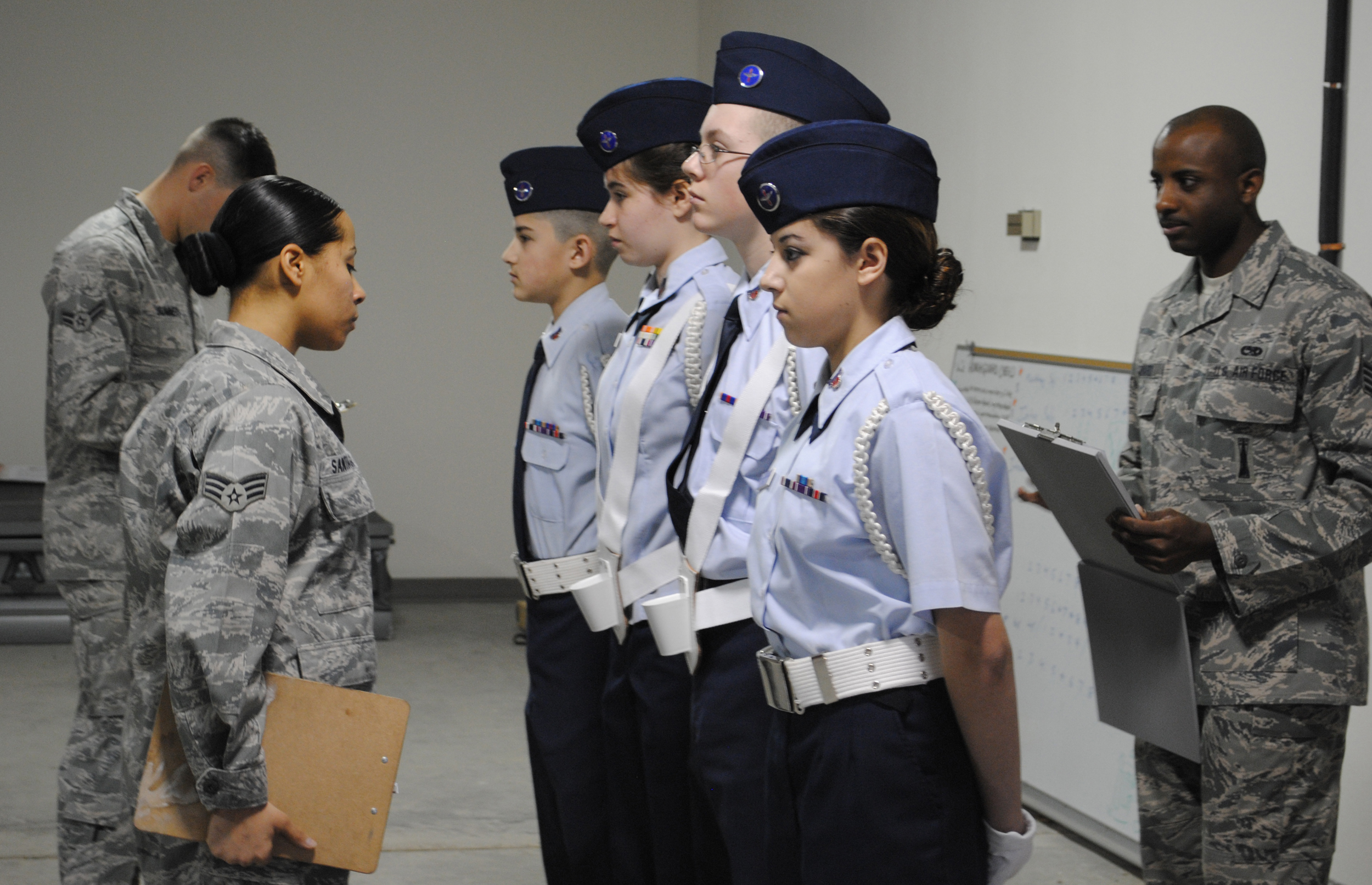
Membros da Guarda de Honra de Malmstrom serviram como juízes para a avaliação de seis membros
do "Malmstrom AFB Composite Squadron".

| Designação | Nome do Esquadrão                  | Localização          |
| ---------- | ---------------------------------- | -------------------- |
| MT-008     | Beartooth Composite Squadron       | Billings             |
| MT-012     | Malmstrom AFB Composite Squadron   | Great Falls          |
| MT-018     | Missoula Composite Squadron        | Missoula             |
| MT-031     | Butte Composite Squadron           | Butte                |
| MT-037     | Gallatin Composite Squadron        | Bozeman              |
| MT-053     | Flathead Composite Squadron        | Kalispell            |
| MT-057     | Lewistown Flight                   | Lewistown            |
| MT-060     | Lewis and Clark Composite Squadron | Helena/Fort Harrison |
| MT-999     | Montana State Legislative Squadron | Helena               |